# 2 Years On
Albums de Bee Gees
Cucumber Castle
(1970) Trafalgar
(1971)
2 Years On est le huitième album (sixième à l'international) des Bee Gees, sorti en décembre 1970 au Royaume-Uni et en janvier 1971 aux États-Unis. Il marque le retour dans le groupe de Robin Gibb, qui avait quitté le groupe après Odessa (1969).

## Titres
1. 2 Years On (M. Gibb, R. Gibb) – 3:57
2. Portrait of Louise (B. Gibb) – 2:35
3. Man for All Seasons (B. Gibb, M. Gibb, R. Gibb) – 2:59
4. Sincere Relation (M. Gibb, R. Gibb) – 2:46
5. Back Home (B. Gibb, M. Gibb, R. Gibb) – 1:52
6. The First Mistake I Made (B. Gibb) – 4:03
7. Lonely Days (B. Gibb, M. Gibb, R. Gibb) – 3:45
8. Alone Again (R. Gibb) – 3:00
9. Tell Me Why (B. Gibb) – 3:13
10. Lay It on Me (M. Gibb) – 2:07
11. Every Second, Every Minute (R. Gibb) – 3:01
12. I'm Weeping (R. Gibb) – 2:45

## Personnel
- Barry Gibb – chant, chœurs, guitare
- Robin Gibb – chant, chœurs
- Maurice Gibb – basse, guitare, piano, chœurs, chant sur Lay It on Me
- Geoff Bridgford – batterie
- Bill Shepherd – arrangements orchestraux
- Gerry Shury – arrangements orchestraux